# SHIMMER王座
SHIMMER王座（シマーおうざ、英:SHIMMER Championship）は、アメリカ合衆国の女子プロレス団体シマー・ウィメン・アスリーツが管理する、同団体のフラッグシップタイトル。姉妹団体であるROHから認可を受けており、同団体でも防衛戦が行われていたが、2021年の団体の活動終了により同王座も廃位された。

## 概要
2007年に創設。6月1日から2日間かけて16人トーナメントで争われ、決勝でレイシーを倒したサラ・デル・レイが初代王座に就く。デル・レイはROHでレイシー、デイジー・ヘイズ、SHIMMERではレイシー、アメージング・コング、サラ・ストック相手に防衛を重ねた。
第2代王者ミスシェフは2年近くの長期政権を築いた。
2010年9月11日、SHIMMER34にて栗原あゆみが日本人として初めて同王座に挑戦した（マディソン・イーグルに敗戦）。
2011年11月3日、オーストラリアPWWAにて初となる国外での防衛戦を組み、マディソン・イーグルがジェシー・マッケイ、ニコル・マヒューズ相手に防衛した。
2012年10月28日のSHIMMER51にて松本浩代も挑戦している（サラヤ・ナイトが持つ王座にミスシェフ、ケリー・スケーターも合わせた4way戦。サラヤの防衛）。
2013年4月6日、SHIMMER53にてサラヤ・ナイトをスチールケージマッチで破ったチアリーダー・メリッサが初めて同王座複数回獲得を果たした。
2018年2月20日、スターダム大阪世界館大会ではジャングル叫女が、9月30日の名古屋国際会議場大会では小波が王者のニコル・サボイに挑戦しているが、いずれも敗れている。

## 歴代王者
| 歴代数 | レスラー               | 防衛回数 | 獲得日付       | 獲得した場所（対戦相手・その他）                                      |
| ------ | ---------------------- | -------- | -------------- | --------------------------------------------------------------------- |
| 初代   | サラ・デル・レイ       | 5        | 2007年6月2日   | イリノイ州・バーウィン 16人トーナメントによる王座決定戦               |
| 第2代  | ミスシェフ             | 14       | 2008年4月26日  | イリノイ州・バーウィン                                                |
| 第3代  | マディソン・イーグル   | 9        | 2010年4月11日  | イリノイ州・バーウィン                                                |
| 第4代  | チアリーダー・メリッサ | 3        | 2011年10月2日  | イリノイ州・バーウィン                                                |
| 第5代  | サラヤ・ナイト         | 7        | 2012年3月18日  | イリノイ州・バーウィン                                                |
| 第6代  | チアリーダー・メリッサ | 10       | 2013年4月6日   | ニュージャージー州・シコーカス スチールケージマッチによる王座戦で獲得 |
| 第7代  | ニコル・マヒューズ     | 8        | 2014年10月28日 | イリノイ州・バーウィン                                                |
| 第8代  | マディソン・イーグル   | 7        | 2015年10月10日 | イリノイ州・バーウィン                                                |
| 第9代  | メルセデス・マルチネス | 0        | 2016年6月26日  | イリノイ州・バーウィン                                                |
| 第10代 | ケリー・スケーター     | 2        | 2016年11月12日 | イリノイ州・シカゴ                                                    |
| 第11代 | メルセデス・マルチネス | 10       | 2016年11月13日 | イリノイ州・バーウィン                                                |
| 第12代 | ニコル・サボイ         | 15       | 2017年11月12日 | イリノイ州・バーウィン                                                |
| 第13代 | キンバー・リー         | 1        | 2019年11月3日  | イリノイ州・バーウィン                                                |